# Nicola Manzari
Nicola Manzari, né le 14 novembre 1908 à Bari (Pouilles) et mort le 28 avril 1991 à Rome (Latium), est un scénariste italien. Il a également eu de brèves expériences en tant qu'acteur et réalisateur,.

## Filmographie

### Réalisateur
- 1942 : Una notte dopo l'opera
- 1943 : Quarta pagina

### Scénariste
- 1940 : Tutto per la donna de Mario Soldati
- 1942 : Margherita fra i tre d'Ivo Perilli
- 1942 : L'ultimo addio de Ferruccio Cerio
- 1942 : Marchand d'esclaves (it) (Il mercante di schiave) de Duilio Coletti
- 1942 : Fra' Diavolo de Luigi Zampa
- 1949 : Le Mensonge d'une mère (Catene) de Raffaello Matarazzo
- 1949 : Lieutenant Craig (it) (Ti ritroverò) de Giacomo Gentilomo
- 1949 : Vent'anni de Giorgio Bianchi
- 1950 : Quarantasette morto che parla de Carlo Ludovico Bragaglia
- 1950 : Les Mousquetaires de la mer (Cuori sul mare) de Giorgio Bianchi
- 1950 : Fra Diavolo (Donne e briganti) de Mario Soldati
- 1951 : Stasera sciopero (it) de Mario Bonnard
- 1951 : Alerte à l'arsenal (it) (Fiamme sulla laguna) de Giuseppe Maria Scotese
- 1951 : Cameriera bella presenza offresi... de Giorgio Pàstina
- 1951 : Son dernier verdict (L'ultima sentenza) de Mario Bonnard
- 1952 : Non è vero... ma ci credo de Sergio Grieco
- 1952 : I morti non pagano le tasse de Sergio Grieco
- 1952 : Le Tourment du passé (Tormento del passato) de Mario Bonnard
- 1952 : Les enfants ne sont pas à vendre (I figli non si vendono) de Mario Bonnard
- 1953 : Phryné, courtisane d'Orient (Frine, cortigiana d'Oriente) de Mario Bonnard
- 1953 : Lulù de Fernando Cerchio
- 1954 : Papà Pacifico de Guido Brignone
- 1954 : L'Hôtel du rendez-vous (Tua per la vita) de Sergio Grieco
- 1954 : Sémiramis, esclave et reine (La cortigiana di Babilonia) de Carlo Ludovico Bragaglia
- 1954 : Chanson d'amour (it) (Canzone d'amore) de Giorgio Simonelli
- 1954 : Foglio di via de Carlo Campogalliani
- 1956 : Dramma nel porto (it)
- 1956 : Totò, Peppino et la danseuse (Totò, Peppino e... la malafemmina) de Camillo Mastrocinque
- 1956 : Guardia, guardia scelta, brigadiere e maresciallo de Mauro Bolognini
- 1957 : Sous le signe de la croix (Le schiave di Cartagine) de Guido Brignone
- 1959 : Roulotte e roulette de Turi Vasile
- 1961 : Le ambiziose d'Antonio Amendola
- 1962 : Légions impériales (La leggenda di Fra Diavolo) de Leopoldo Savona
- 1964 : L'ultima carica de Leopoldo Savona
- 1970 : Et vint le jour des citrons noirs (E venne il giorno dei limoni neri) de Camillo Bazzoni
- 1970 : La ragazza del prete de Domenico Paolella
- 1975 : Colère noire (La città sconvolta: caccia spietata ai rapitori) de Fernando Di Leo

### Acteur
- 1948 : Sous le soleil de Rome (Sotto il sole di Roma) de Renato Castellani
- 1949 : Vent'anni de Giorgio Bianchi
- 1952 : Non è vero... ma ci credo de Sergio Grieco
- 1957 : Sous le signe de la croix (Le schiave di Cartagine) de Guido Brignone